# Bjarni Ólafur Eiríksson
Bjarni Ólafur Eiríksson (født 28. marts 1982) er en islandsk tidligere fodboldspiller (venstre back).
Eiríksson tilbragte størstedelen af sin karriere hos Valur i hjemlandet, hvor han spillede i hele 15 sæsoner og vandt tre islandske mesterskaber og tre pokaltitler. Han spillede også to sæsoner i Danmark hos Silkeborg IF, hvor han var med til at rykke ud af Superligaen i sæsonen 2006-07, ligesom han tilbragte tre år hos Stabæk i Norge.
Eiríksson spillede 21 kampe for det islandske landshold, som han debuterede for i en venskabskamp mod Sydafrika i august 2005.

## Titler
Islandsk mesterskab
- 2007, 2017 og 2018 med Valur

Islandsk pokal
- 2005, 2015 og 2016 med Valur